# Tarikh Janssen
 (janvier 2019).
Si vous disposez d'ouvrages ou d'articles de référence ou si vous connaissez des sites web de qualité traitant du thème abordé ici, merci de compléter l'article en donnant les références utiles à sa vérifiabilité et en les liant à la section « Notes et références ».
Tarikh Janssen, né le 30 août 1987 aux Pays-Bas,,, est un acteur néerlandais.

## Filmographie

### Cinéma
- 2012 : Cabo : Artur
- 2013 : De Nieuwe Wereld (nl) : Erwin
- 2013 : Smoorverliefd (nl) : Jim
- 2016 : Brasserie Valentijn (nl): Jim
- 2016 : Moos (nl) : Robert
- 2016 : Onze Jongens (nl) : Chuck
- 2017 : Alles voor elkaar : Ezra
- 2018 : Taal is zeg maar echt mijn ding (nl) : Rick
- 2018 : Mannen van Mars (nl) : Felix
- 2018 : Ware : Nestor
- 2018 : Mag ik een paardje : Oliver
- 2018 : Amantea[Quoi ?] : Teddy

### Téléfilms
- 2011 : Flikken Maastricht : Wijnand Chocolaad
- 2012 : Vermist : Karim Assaraf
- 2013 : Ik ook van jou (nl) : Winston
- 2013 : Van God Los (nl) : Edson Domingo
- 2014 : Johan: logisch is anders (nl) : Le jeune Ruud Gullit
- 2014 : Divorce (nl) : Marvin Hubbert
- 2016 : Project Orpheus : Zeger
- 2017 : De mannen van dokter Anne : Stanley Jackson
- 2017 : B.A.B.S. (nl) : Mike Stitou
- 2017 : De Spa (nl) : Bart

## Théâtre
- 2011 : Intensive Care 3 A.M.
- 2012 : King Lear
- 2012 : Woef Side Story
- 2013 : De staat van de mens
- 2014 : Met mij gaat het goed
- 2015 : Sophie
- 2016 : Hamlet